# Crepidochetus ater
Crepidochetus ater är en tvåvingeart som först beskrevs av Steyskal 1947.  Crepidochetus ater ingår i släktet Crepidochetus och familjen skridflugor. Inga underarter finns listade i Catalogue of Life.